# Sadowoje (Kalmückien)
Sadowoje (russisch Садо́вое) ist ein Dorf (selo) in der Republik Kalmückien in Russland mit 6530 Einwohnern (Stand 14. Oktober 2010).

## Geographie
Der Ort liegt im nördlichen Teil der Jergenihügel, gut 160 km Luftlinie nördlich der Republikhauptstadt Elista und etwa 100 km südlich von Wolgograd. Er befindet sich am zeitweilig wasserführenden Fluss Selmen, der sich etwa 20 km östlich im abflusslosen, von der Kette der Sarpa-Seen eingenommenen Tal verliert.
Sadowoje ist Verwaltungszentrum des Rajons Sarpinski sowie Sitz der Landgemeinde Sadowskoje selskoje posselenije, zu der noch die 7 km südwestlich gelegene Siedlung Arym gehört. Ethnische Russen stellen gut drei Viertel der Einwohner (damit wird der Wert für den gesamten Rajon, wo sie auch knapp in der Mehrheit sind, noch übertroffen), Kalmücken nur knapp 12 %.

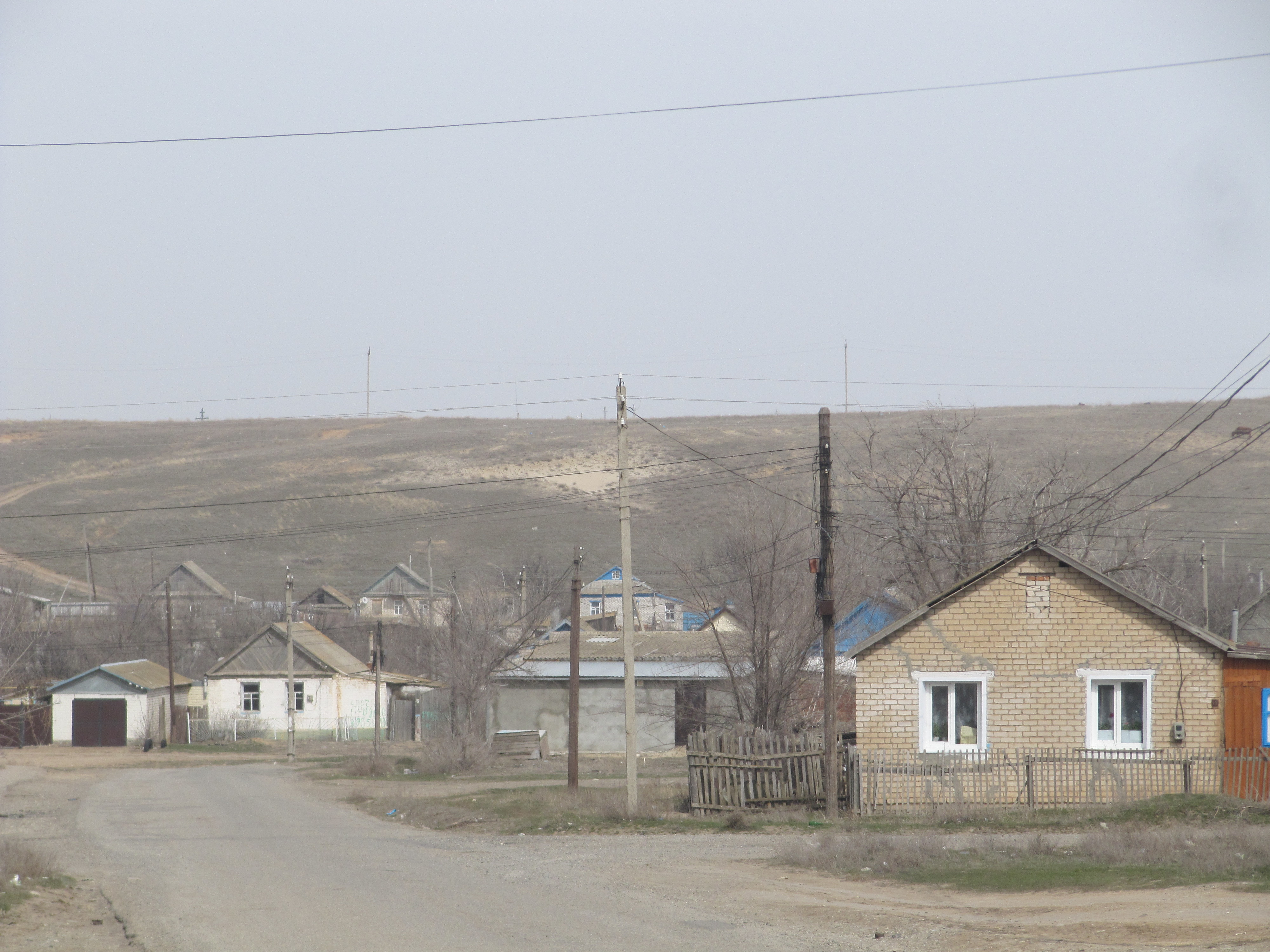
Wohnhäuser in Sadowoje
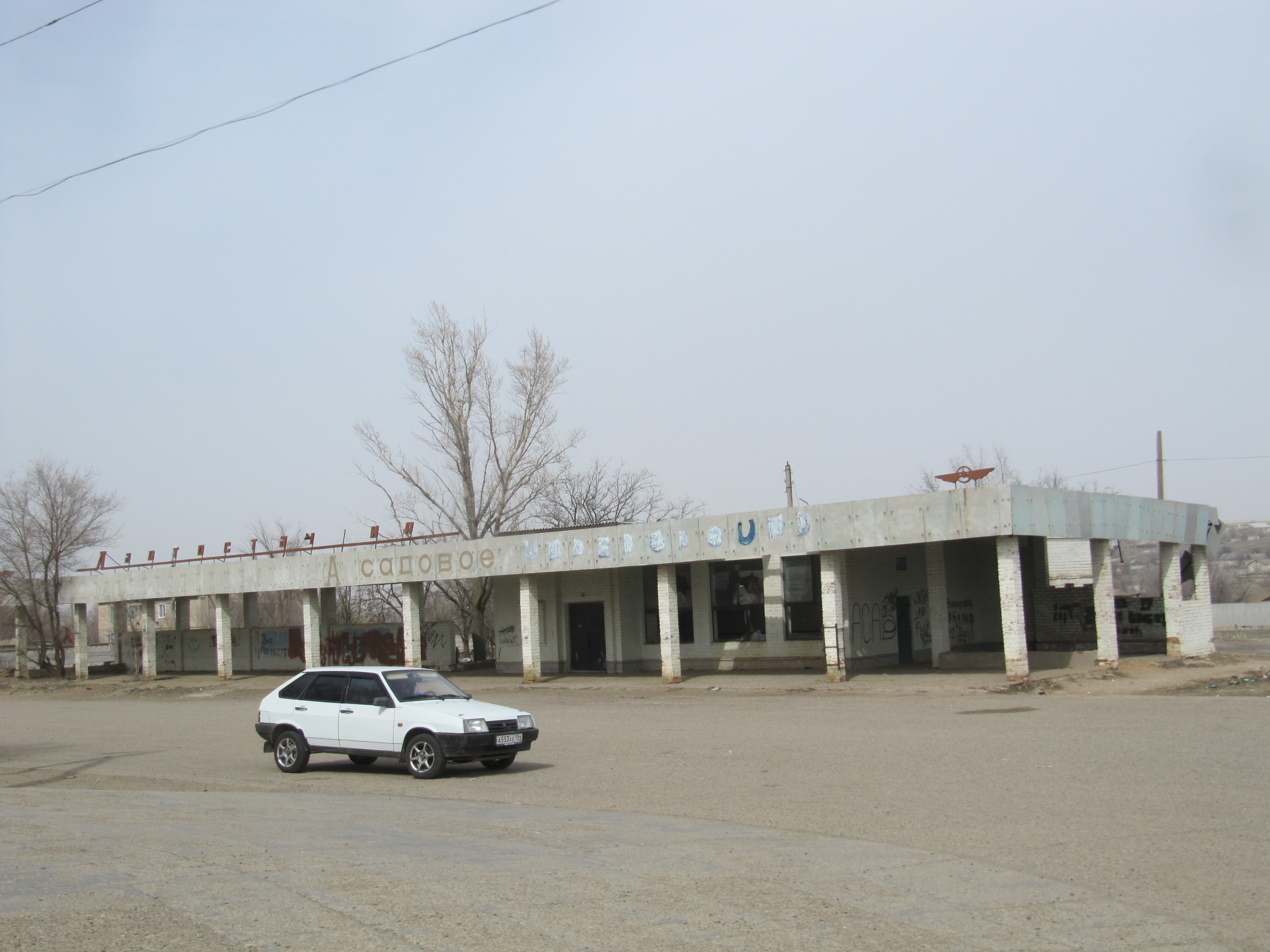
Ehemaliger Busbahnhof (2015)
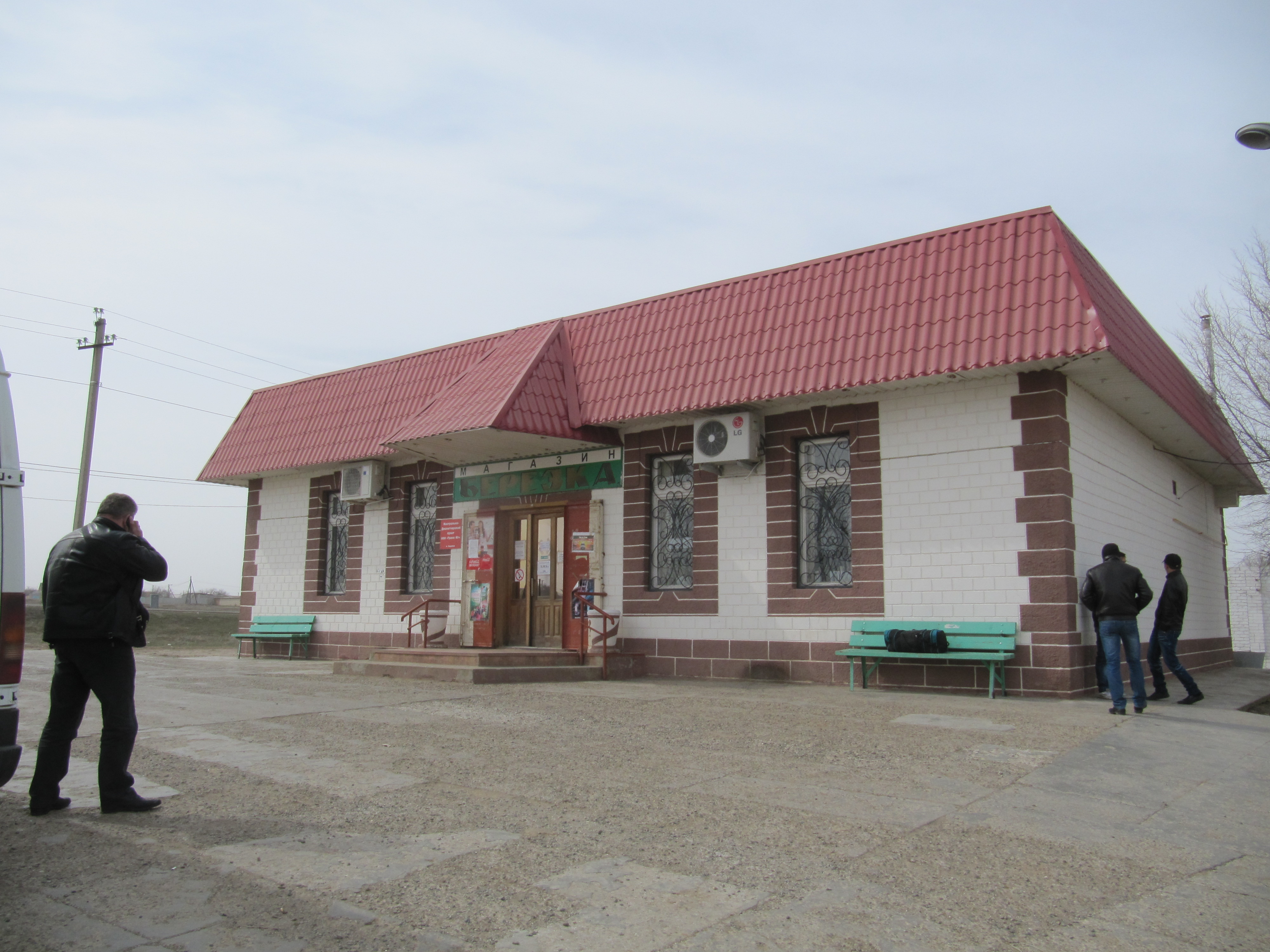
Laden beim Busbahnhof
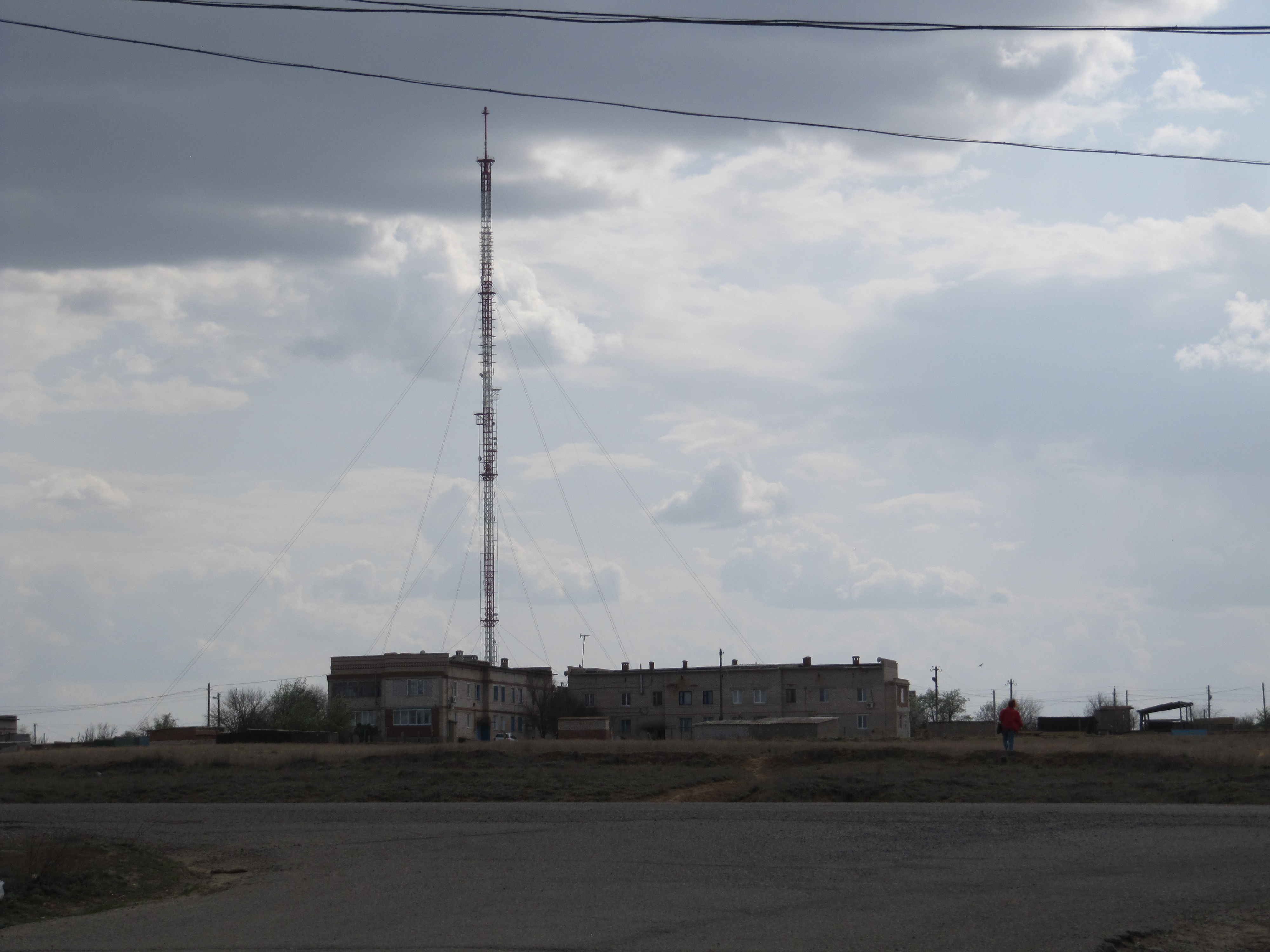
Sendemast bei Sadowoje

## Geschichte
Der Ort entstand 1849 als Staniza Sadowaja (von russisch sad für „Garten“) infolge eines Ukas des Kaisers Nikolaus I. von 30. Dezember 1846 zur Besiedlung der Gebiete entlang der Verbindungswege durch die von Kalmücken besiedelten Teile des Gouvernements Astrachan durch Gründung von 44 Stanizen. Da die ursprünglichen Pläne der dortigen Sesshaftmachung der nomadisch lebenden Kalmücken zunächst misslangen, wurden russische Bauern aus den Gouvernements Charkow, Tambow und Woronesch zur Umsiedlung gewonnen.
Gegen Ende des 19. Jahrhunderts wurde die Staniza, wie auch die meisten anderen, in ein gewöhnliches Dorf unter der heutigen Namensform umgewandelt und als Sitz einer Wolost dem Ujesd Tschorny Jar des Gouvernements Astrachan unterstellt, obwohl es sich auf dem Territorium der sonderverwalteten sogenannten Kalmückensteppe (Kalmyzkaja step) befand.
Nach Gründung der Kalmückischen Autonomen Oblast 1920 kam Sadowoje mit Einführung der Rajongliederung ab Januar 1930 zu dem nach den Sarpa-Seen benannten Sarpinski rajon, der eine größere Fläche als heute einnahm, mit vorläufigem Sitz im 35 km südöstlich gelegenen Dede-Lamin (ehemals Sommerlager des Maloderbetowski ulus der nomadischen Kalmücken; heute als Ort nicht mehr existent). Am 24. Januar 1938 wurde der Rajon durch Ausgliederung des Kettschenerowski und des Maloderbetowski rajon auf seine heutige Größe verkleinert, mit neuem Verwaltungssitz im 40 km südwestlich von Sadowoje gelegenen Dorf Werschin-Sal (heute Kanukowo). Wenig später wurde die Rajonverwaltung nach Sadowoje verlegt; in dieser Periode war auch zeitweise die Namensform Sadowka offiziell, die heute noch umgangssprachlich unter den Bewohnern in Gebrauch ist.
Während des Deutsch-Sowjetischen Krieges wurde das Dorf im Sommer 1942 durch rumänischen Truppen besetzt. Da die Front Mitte August nur gut 15 km östlich entlang den Sarpa-Seen zum Stehen kam, gab es in den folgenden Monaten immer wieder schwere und wechselhafte Kämpfe: Nachdem die Rote Armee das Dorf vom 29. September bis 4. Oktober noch erfolglos angegriffen hatte, konnte sie Sadowoje am 6. November vorläufig einnehmen, doch bereits drei Tage später gelang den Achsenmächten die Rückeroberung. Diese mussten sich am 20. November 1942 im Verlauf der Operation Uranus, der sowjetischen Gegenoffensive bei Stalingrad, jedoch endgültig aus dem stark zerstörten Dorf zurückziehen.
Nach der Auflösung der Autonomen Oblast und der Deportation der gesamten kalmückischen Bevölkerung wurde der Rajon der Oblast Stalingrad (heute Wolgograd) angeschlossen, aber mit der Wiederherstellung der kalmückischen Autonomie am 12. Januar 1957 (ab 1958 als Kalmückische ASSR) wieder deren Teilgebiet.

### Bevölkerungsentwicklung
| Jahr | Einwohner |
| ---- | --------- |
| 1897 | 1506      |
| 1939 | 3289      |
| 1959 | 3926      |
| 1970 | 5876      |
| 1979 | 7207      |
| 1989 | 7342      |
| 2002 | 6505      |
| 2010 | 6530      |

Anmerkung: Volkszählungsdaten

## Verkehr
Östlich am Ort vorbei verläuft die Zweigstrecke Wolgograd – Elista der föderalen Fernstraße R22 Kaspi, deren Hauptroute Kaschira bei Moskau mit Astrachan verbindet.
In nordwestlicher Richtung zweigt in Sadowoje die Regionalstraße 85K-14 zur 15 km entfernten Grenze zur Oblast Wolgograd ab, dort weiter zum gut 40 km entfernten Dorf Abganerowo, wo die Regionalstraße 18K-1 erreicht wird, Teil der Verbindung Wolgograd – Salsk. An dieser befindet sich etwa 50 km von Sadowoje entfernt die nächstgelegene Bahnstation Abganerowo an der Strecke Wolgograd – Tichorezkaja (– Krasnodar). Von Sadowoje zunächst nach Südwesten über Kanukowo führt die 85K-15, die im weiteren Verlauf in Kotelnikowo in der Oblast Wolgograd ebenfalls, aber weiter entfernt die 18K-1 und die Bahnstrecke erreicht.